# Любич, Михаил Юрьевич
Михаил Юрьевич Любич (род. 25 февраля 1959, Харьков) — советский и американский математик, внёсший важный вклад в голоморфную динамику.

## Обучение
Сын советского и израильского математика Юрия Ильича Любича (род. 1931). Окончил Харьковский государственный университет в 1980 году. В 1984 году он защитил кандидатскую диссертацию в Ташкентском государственном университете. С 1989 года — в США.

## Научная деятельность
В настоящее время является профессором математики и директором Математического Института в Университете Стоуни-Брук. В 2002—2008 годах он также занимал должность заведующего кафедрой в Торонтском университете Канады.

## Награды
М. Любич получил в 2010 году Премию Джеффри Уильямса Канадского Математического Общества.
В 2012 году он стал действительным членом (Fellow) Американского Математического Общества.
В 2014 году был пленарным докладчиком на Международном Математическом Конгрессе в Сеуле.
В 2019 году избран членом Американской академии искусств и наук.